# 영산향교
영산향교(靈山鄕校)는 대한민국 경상남도 창녕군 영산면 교리에 있는 향교이다. 1983년 8월 6일 경상남도의 유형문화재 제213호로 지정되었다.

## 개요
향교는 훌륭한 유학자를 제사하고 지방민의 유학교육과 교화를 위하여 나라에서 지은 교육기관이다
처음 세워진 시기는 알 수 없으나 중종(재위 1506∼1544) 때 다시 지은 것이 현재에 이르고 있다.
건물은 출입문인 풍화문, 공부하는 곳인 명륜당과 동·서재, 사당인 대성전 등이 있는데, 명륜당이 앞에 있고 대성전이 뒤에 있는 전형적인 전학후묘의 형태를 하고 있다. 그러나 특이하게 명륜당과 대성전이 얼마간의 사이를 두고 위치하고 있으며, 대성전에는 동·서무가 없다.
조선시대에는 국가로부터 토지와 전적·노비 등을 받아 학생들을 가르쳤으나 갑오개혁(1894) 이후 제사만 지내고 있다.
영산향교는 이 지방 향토사연구에 귀중한 자료를 많이 제공하고 있는 유서 깊은 곳이며, 향교 앞에는 전통 가옥이 있어 주변경관도 아름답다.

## 참고 자료
- 영산향교 - 국가유산청 국가유산포털